# Моша (Беневенто)
Моша је насеље у Италији у округу Беневенто, региону Кампанија.
Према процени из 2011. у насељу је живело 95 становника. Насеље се налази на надморској висини од 762 м.